# Synodontis batesii
Synodontis batesii е вид лъчеперка от семейство Mochokidae. Видът не е застрашен от изчезване.

## Разпространение
Разпространен е в Габон, Демократична република Конго, Екваториална Гвинея и Камерун.

## Описание
На дължина достигат до 12,6 cm.